# Suaeda jacoensis
Suaeda jacoensis là loài thực vật có hoa thuộc họ Dền. Loài này được I.M. Johnst. miêu tả khoa học đầu tiên năm 1943.